# Calle de la Marina (Barcelona)
La Calle de la Marina (en catalán: Carrer de la Marina), a veces Calle Marina (Carrer Marina), es una vía pública de Barcelona, que nace en el paseo marítimo, en el denominado Muelle de la Marina (extensión de la propia calle) y recorre la ciudad en sentido noroeste en línea recta hasta el parque del Bajo Guinardó, cuando la misma calle es renombrada como Calle del Alcalde de Móstoles y finaliza dos manzanas más arriba, en la plaza de Alfonso X. 
El nombre de la calle está dedicado a la Marina catalana y tiene una extensión aproximada de 4 km, con 380 números o puertas. Como puntos de interés en Calle de la Marina, cabe destacar la basílica de la Sagrada Familia, frente a la plaza de Gaudí, la plaza de Pablo Neruda o Hispanidad y la plaza de toros Monumental. Además, es la calle que cruza entre medio de los rascacielos gemelos Arts y Mapfre, al lado del Casino de Barcelona y de la playa de la Nueva Icaria. Otros puntos de interés son una escultura dedicada a Neptuno, dios romano de la marina, en el número 164, una fuente Wallace en el n.º 155, y un ombú plantado en torno a 1914 en el centro de la rotonda en la que Marina converge con la Avenida Meridiana.
El tramo bajo de la Calle de la Marina dispone de vías para tráfico rodado en ambos sentidos (entre el mar y la Gran Vía), mientras que el tramo alto es únicamente en sentido ascendente. La calle se vuelve completamente peatonal en el tramo que colinda con la Sagrada Familia, entre las calles de Provenza y Valencia. Toda la Calle Marina cuenta con un carril bici o ciclovía.
La Estación de Marina de la Línea 1 del Metro de Barcelona, inaugurada en 1933, lleva el nombre de la calle. Además, a lo largo del recorrido de la calle se encuentran otras tres paradas de metro: Ciudadela-Villa Olímpica (L4), Sagrada Familia y Monumental (L2).
La Calle de la Marina atraviesa los barrios de la Vila Olímpica, El Parc i la Llacuna (distrito de San Martín), el Fort Pienc, Sagrada Familia (distrito de Ensanche) y Bajo Guinardó (distrito de Horta-Guinardó). No se debe confundir con el barrio de La Marina (del Port o de Sants), que se encuentra al otro lado de la ciudad, tras Montjuic.

## Historia

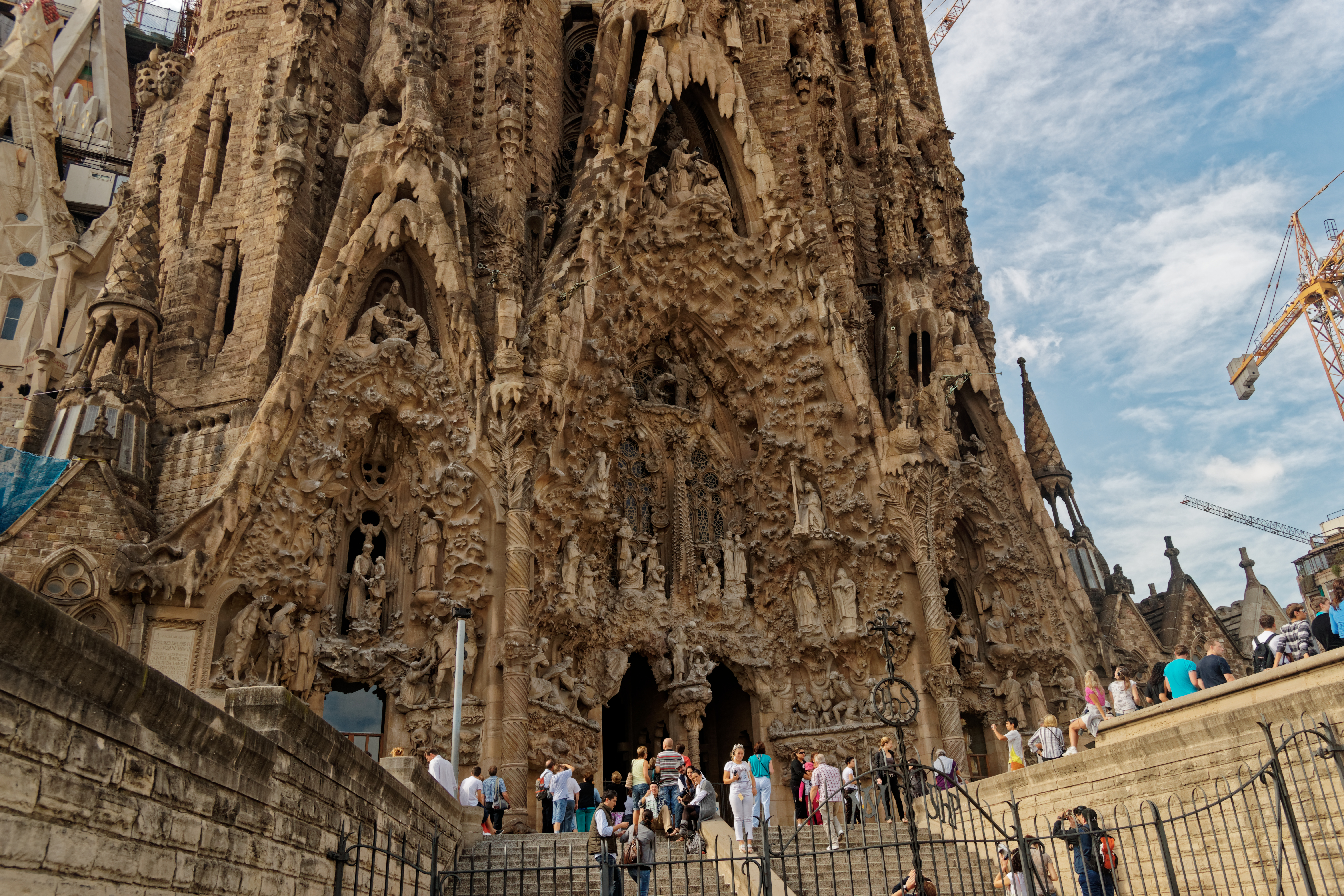
Fachada del Nacimiento, lateral de la Sagrada Familia que da a la Calle Marina.

La Calle de la Marina fue concebida en 1860 con la aprobación del Plan Cerdà, ideado por Ildefonso Cerdà. Este plan originó la retícula que caracteriza el Ensanche barcelonés, en la cual la Calle Marina se inserta como vía amplia (50 m de ancho) que conecta el paseo marítimo con la zona alta. A partir de la Avenida Diagonal, su ancho se reduce a 20 m. En origen, Cerdà la llamó Calle 40, y su nombre actual le fue dado por Víctor Balaguer, quien quiso bautizar las nuevas calles con nombres dedicados a Cataluña, sus instituciones y a sus figuras históricas. Esta calle en cuestión recibe su nombre de la Marina de guerra catalana. 
También recibió los nombres de Paseo del Doctor Robert (entre 1931 y 1939), Paseo del Emperador Carlos I (entre ≤1943 y 1980), y tras la normalización lingüística catalana de 1980, Passeig de Carles I). Aun así la población local continuó llamándola informalmente Calle Marina, y de hecho una sección recuperaría el nombre.
En 1992 se dieron los Juegos Olímpicos de Barcelona y toda la calle recuperó el nombre original (el nombre del emperador permaneció para el colindante Parque de Carlos I). La Calle Marina en su parte baja atravesaba la «villa olímpica» donde se alojaron a todos los deportistas. A partir de la década de 1990, se desarrollaron dos ejes de ocio nocturno en la Calle de la Marina; el primero, de carácter turístico y comercial en torno al Marina Village, un complejo situado frente al mar, en cuyo centro se erige un pez de oro de 56 metros (de Frank Gehry, 1989). El segundo, de carácter local y contracultural, en la misma calle un kilómetro más al norte, en torno a la estación de metro de Marina se establecieron diversos bares y discotecas de rock y punk, y donde se encuentra una de las discotecas más grandes y populares de la ciudad, la Sala Razzmatazz. La misma zona de ocio es conocida informalmente como Marina.